# Avaya
Avaya Inc. é uma empresa de telecomunicações fornecedora de soluções, serviços e inovações na área de comunicação.
Foi eleita pelo Great Place to Work Institute (GPTW) como uma das cem melhores empresas para se trabalhar no Brasil.